# Sigar
Sigar – biblioteka wolnego oprogramowania (na licencji Apache) która zapewnia wieloplatformowość, wieloplatformowy język do zbierania informacji na temat sprzętu komputerowego i działań systemu operacyjnego.
Biblioteka dostarcza binding dla wielu popularnych języków programowania i została przeniesiona na ponad 25 różnych kombinacji systemów operacyjno-sprzętowych. Sigar jest skrótem od "System Information Gatherer And Reporter".
Został opracowany przez Douga MacEacherna, autora popularnego modułu mod_perl dla serwera Apache.